# Lưu trữ đám mây

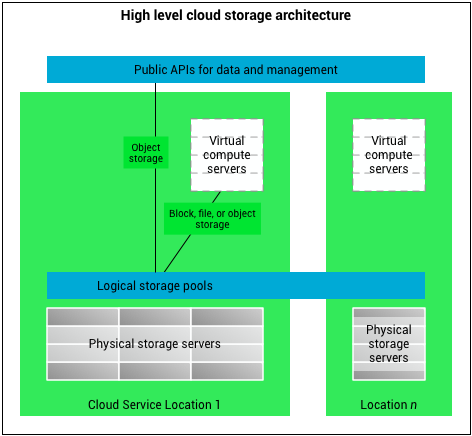
Cloud storage architecture

Lưu trữ đám mây (tiếng Anh: cloud storage) là một mô hình của lưu trữ dữ liệu máy tính, trong đó các dữ liệu kỹ thuật số được lưu trữ ở các hồ logic (logical pools), hay còn được gọi là "trên mây." Bộ lưu trữ vật lý trải rộng trên nhiều máy chủ khác nhau (đôi khi phân tán ở nhiều địa điểm), và môi trường vật lý (physical environment) thường được sở hữu và quản lý bởi một công ty lưu trữ. Các nhà cung cấp lưu trữ đám mây này chịu trách nhiệm giữ cho dữ liệu luôn khả dụng (available) và có thể truy cập được (accessible); đồng thời đảm bảo môi trường vật lý được bảo vệ an toàn và hoạt động bình thường. Cá nhân và tổ chức mua hoặc cho thuê dung lượng lưu trữ từ các nhà cung cấp để lưu trữ dữ liệu người dùng, tổ chức, hoặc của ứng dụng.
Dịch vụ lưu trữ đám mây có thể được truy cập thông qua dịch vụ điện toán đám mây cho thuê (colocated cloud computing), dịch vụ web giao diện lập trình ứng dụng (API) hoặc bởi các ứng dụng sử dụng các API, chẳng hạn như một cloud desktop storage, một cloud storage gateway hoặc các hệ quản trị nội dung chạy trên nên tảng web.

## Lịch sử
Lưu trữ đám mây được cho là do Joseph Carl Robnett Licklider phát minh vào những năm 1960 với công trình của mình trên ARPANET để kết nối con người và dữ liệu mọi lúc mọi nơi.
Năm 1983, CompuServe cung cấp cho người dùng của mình một lượng không gian lưu trữ nhỏ có thể được sử dụng để lưu trữ bất kỳ tập tin nào họ chọn để tải lên.
Năm 1994, AT&T ra mắt dịch vụ PersonaLink, một nền tảng trực tuyến dành cho giao tiếp cá nhân và doanh nghiệp. Bộ nhớ là một trong những bộ lưu trữ đầu tiên hoàn toàn dựa trên web, và được nhắc đến trong quảng cáo của họ là "bạn có thể xem địa điểm họp điện tử của chúng tôi là đám mây." Amazon Web Services (AWS) đã giới thiệu dịch vụ lưu trữ đám mây Amazon S3 của họ vào năm 2006, đồng thời được công nhận và áp dụng rộng rãi với tư cách là nhà cung cấp bộ nhớ cho các dịch vụ phổ biến như SmugMug, Dropbox, và Pinterest.